# Dramaturgo

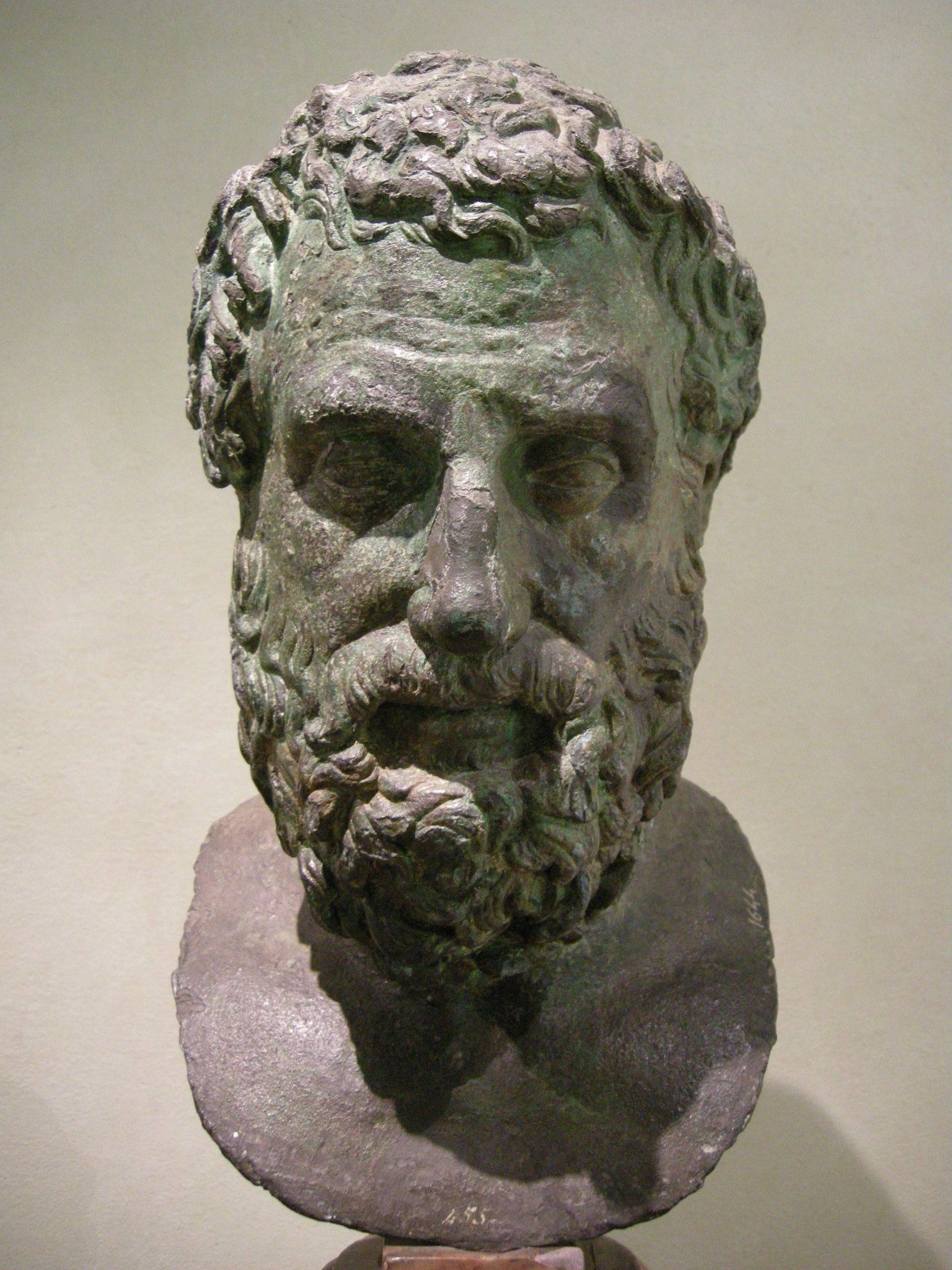
Busto en bronce del dramaturgo griego Esquilo

Un dramaturgo (en griego; δραματουργός, de δρᾶμα, «drama», y έργον, «tarea») o autor teatral es un escritor de textos literarios compuestos para ser representados en un espacio escénico. A estos textos literarios del género de la dramaturgia se les da el nombre de obras teatrales u obras dramáticas.

## Época Antigua
Los primeros dramaturgos de los que se tiene referencia en la literatura occidental son los antiguos griegos, y las representaciones más antiguas datan del siglo V a. C.. Estas obras son consideradas clásicas y todavía son leídas como puntos de referencia. Notables entre ellos están Esquilo, Sófocles, Eurípides y Aristófanes.
Poética de Aristóteles, escrita en el siglo IV a. C., es un tratado fundamental para comprender la teoría del drama en la antigua Grecia y observar el análisis sobre la tragedia y la comedia.
Años más tarde, el teatro es adoptado por el Imperio Romano, aunque lo hará por su naturaleza pedagógica que transformará en propagandística -por su capacidad romanizadora- y su potencial como entretenimiento. Sus autores más destacados son: Livio Andrónico, Nevio, Plauto, Terencio y Séneca.

## Época Medieval
Durante la Edad Media, la figura del dramaturgo en Occidente estuvo profundamente influenciada por la Iglesia Católica. Inicialmente, la creación dramática fue objeto de desconfianza y desaprobación debido a su asociación con prácticas paganas y su potencial para la inmoralidad. Los dramaturgos enfrentaron un entorno adverso en el que su labor era limitada y, a menudo, ignorada por las autoridades religiosas.
Con el tiempo, la Iglesia reconoció el valor del teatro como herramienta pedagógica y evangelizadora, lo que permitió a los dramaturgos participar en la creación de representaciones teatrales para rituales y celebraciones religiosas. Los primeros trabajos de dramaturgos en este período se centraron en el desarrollo de "dramas litúrgicos", representaciones realizadas dentro de las iglesias durante festividades como la Pascua y la Navidad. Estas obras tenían el objetivo de ilustrar episodios bíblicos para una audiencia mayoritariamente analfabeta. A medida que estas representaciones se trasladaron al exterior de los templos, los dramaturgos comenzaron a desarrollar estilos más elaborados, como los autos sacramentales y los misterios, que consolidaron a los dramaturgos y su teatro como un medio artístico más amplio.
Es importante destacar que los dramaturgos de este período son de autoría anónima. Esto se debe, en parte, a la concepción medieval de la creación artística, donde la obra se consideraba un producto colectivo al servicio de la comunidad y la fe, más que una expresión individual. Además, la transmisión oral y la copia manuscrita de los textos contribuyeron a la pérdida de información sobre sus autores.

## Época Moderna
Con el restablecimiento del dinamismo comercial y la aparición de entidades políticas más independientes del control eclesiástico, el papel del dramaturgo resurgió con fuerza en Europa. Durante esta época, la dramaturgia se transformó en un arte vinculado tanto al entretenimiento como a la reflexión social y política. Los dramaturgos comenzaron a crear obras para cortes nobles, teatros públicos y, en menor medida, espacios religiosos, sentando las bases del teatro moderno. Esto marcó el inicio de una tradición en la que los nombres de los dramaturgos comenzaban a ser reconocidos por sus contemporáneos y a ser preservados para la posteridad.
En el Renacimiento, el dramaturgo se convirtió en un creador destacado dentro de un contexto cultural influenciado por el humanismo. Inspirados por el redescubrimiento de las obras clásicas griegas y romanas, los dramaturgos exploraron estructuras narrativas más complejas y temáticas universales como el poder, la justicia y la condición humana. Este período marcó el surgimiento de autores como Gian Giorgio Trissino en Italia, quien escribiría la primera tragedia importante del periodo, Sofonisba (1515). La primera comedia significativa escrita en italiano fue Calandria (1506) de Bernando Dovizi da Bibbiena (1470-1520). Además, Ludovico Ariosto (1474-1533) se destacó en la comedia erudita con obras como La Cassaria (1508) y I Suppositi (1509), que sentaron las bases para el teatro renacentista en Italia.
Con la llegada del Barroco, a finales del siglo XVI y durante el siglo XVII, la dramaturgia alcanzó nuevas alturas en su búsqueda de lo grandioso y lo dramático y la figura del dramaturgo se consolidó como un creador clave en la vida cultural de Europa. Este período, que forma parte de la Época Moderna, estuvo caracterizado por un estilo exuberante y emocional que se reflejó tanto en las obras como en la puesta en escena. En España, los dramaturgos del llamado Siglo de Oro, como Lope de Vega y Calderón de la Barca, transformaron el teatro nacional con obras que exploraban temas universales como el honor y el destino.
En Inglaterra los dramaturgos William Shakespeare, y Ben Jonson ampliaron los límites de la dramaturgia con personajes complejos y profundos. En Francia, autores como Molière, Pierre Corneille y Jean Racine renovaron la escena creando obras que exploraban la complejidad de las pasiones humanas y los dilemas éticos con un estilo clásico y refinado. Los dramaturgos del Barroco no solo entretuvieron, sino que reflejaron las tensiones y aspiraciones de su época, marcando el apogeo de la dramaturgia barroca dentro de la modernidad.

### SigloXVI
- Italia: 
  - Gian Giorgio Trissino: Sofonisba, 1515, considerada la primera tragedia renacentista escrita en italiano siguiendo los modelos clásicos.
  - Bernando Dovizi da Bibbiena: Calandria, 1506, la primera comedia significativa en italiano, que combina elementos clásicos y renacentistas.
  - Ludovico Ariosto: La Cassaria, 1508; I Suppositi, 1509, dramaturgo destacado en la comedia erudita del teatro renacentista italiano.
  - Nicolás Maquiavelo, Giovanni Fedini y Pietro Aretino: Dramaturgos renacentistas que exploraron temas políticos y filosóficos, reflejando las tensiones y cambios culturales de su época.
- Francia: 
  - Jean de La Péruse y Étienne Jodelle: Impulsores del teatro renacentista.
- Inglaterra: 
  - Thomas Kyd y Christopher Marlowe: Precursores del teatro isabelino.
- España:
  - Juan del Encina: Figura clave en la transición al Renacimiento español, conocido por sus églogas dramáticas.
  - Fernando de Rojas: Autor de La Celestina, obra cumbre del periodo.
  - Lope de Rueda: Pionero del teatro profesional en España y precursor de la comedia del Siglo de Oro. Conocido por sus Pasos (género teatral breve y cómico) que influyeron en dramaturgos posteriores como Lope de Vega.
  - Miguel de Cervantes, novelista y dramaturgo, conocido por sus Entremeses (pequeñas piezas cómicas que reflejan su ingenio literario) pero también autor de la que es considerada hoy la mejor tragedia del siglo de oro: La Numancia. 
    - Además, el impacto en la literatura de su novela "Don Quijote" (1605 y 1615), aunque no es una obra teatral, contiene elementos dramáticos y diálogos que muestran su maestría narrativa y su influencia en el teatro posterior.

### SigloXVII
- España:
  - Lope de Vega: Figura clave del Siglo de Oro español (llamado "el fénix de los ingenios" por Cervantes) autor de Fuenteovejuna, El caballero de Olmedo y La dama boba, y más de 500 comedias.
  - Pedro Calderón de la Barca, dramaturgo trágico. Sus obras y autos sacramentales (forma que llevó a su máxima expresión) aún se siguen representando en todo el mundo. Algunas de sus obras son: La vida es sueño, El gran teatro del mundo, El alcalde de Zalamea y El príncipe constante.
  - Tirso de Molina, dramaturgo conocido por sus comedias de fuerte contenido satírico, creador del arquetipo de Don Juan (El burlador de Sevilla) y por Don Gil de las calzas verdes.
  - Francisco de Rojas Zorrilla, autor de Del rey abajo, ninguno.
  - Juan Ruiz de Alarcón: Dramaturgo novohispano destacado por La verdad sospechosa, considerada una obra maestra de la comedia de enredos.
  - Dramaturgas destacadas:
    - Ana Caro de Mallén (Valor, agravio y mujer).
    - Leonor Meneses Noronha.
- Inglaterra: 
  - William Shakespeare: Autor de tragedias como Hamlet y Macbeth, y comedias como Sueño de una noche de verano.
  - Ben Jonson: Dramaturgo cómico conocido por Volpone (1606), Epicone o la mujer silenciosa (1609), El alquimista (1610) y La feria de San Bartolomé (1614).
- Francia: 
  - Molière: Autor de comedias como El avaro y El enfermo imaginario.
  - Pierre Corneille: Dramaturgo trágico conocido por El Cid.
  - Jean Racine: Autor de tragedias clásicas como Fedra y Andrómaca.

## Época Contemporánea
Con el desarrollo de las ciudades y la consolidación del teatro a la italiana, el siglo XVIII, conocido como el 'Siglo de las Luces' o de la Ilustración, experimentó un auge en la maquinaria teatral y en el papel de los dramaturgos como agentes clave en la evolución del teatro moderno. Este período estuvo marcado por el surgimiento del 'teatro ilustrado', que reflejaba los cambios sociales y filosóficos de la época.

### SigloXVIII
- Alemania:
  - Johann Wolfgang von Goethe: Autor de Fausto (primera parte en 1808), una de las obras más influyentes de la literatura universal. Representa la transición entre la Ilustración y el Romanticismo.
  - Gotthold Ephraim Lessing: Figura central del teatro alemán, considerado el primer crítico dramático moderno.[22]
  - Friedrich Müller: Poeta, dramaturgo y pintor alemán, también conocido como Maler Müller, destaca por sus idilios en prosa que retratan la vida campesina, contribuyendo al movimiento Sturm und Drang.
- Francia:
  - Voltaire: Dramaturgo que utilizó el teatro como medio para expresar sus ideas filosóficas y criticar la intolerancia y el fanatismo. Entre sus obras teatrales se destaca "El fanatismo o Mahoma" (Le Fanatisme ou Mahomet le Prophète), una tragedia escrita en 1736.
  - Marqués de Sade: Conocido por su enfoque provocador y experimental en el teatro, con obras tales como La Philosophie dans le boudoir y Justine, exploran temas de libertad sexual y cuestionan las normas morales de su tiempo, desafiando las convenciones sociales y literarias establecidas.
  - Pierre-Augustin de Beaumarchais: Autor de El barbero de Sevilla y Las bodas de Fígaro, ambas críticas sociales en forma de comedia.
- España:
  - Ramón de la Cruz: Creador de sainetes como Las castañeras picadas.
  - Leandro Fernández de Moratín: Autor de El sí de las niñas, obra fundamental del teatro ilustrado español.
  - José Cadalso: Más conocido por sus obras en prosa, como Cartas marruecas, también incursionó en el teatro neoclásico. Su tragedia Don Sancho García (1771) es un ejemplo de su contribución al teatro de la Ilustración en España.[23]
  - Félix María Enciso Castrillón: Considerado uno de los primeros escritores profesionales en sentido moderno, escribió cerca de un centenar de obras para el teatro. Sus piezas se enmarcan en el estilo neoclásico, caracterizado por la búsqueda de la armonía y la enseñanza moral. Es un dramaturgo representativo del teatro neoclásico español.[24]

### SigloXIX
- Alemania y Escandinavia:
  - Friedrich Schiller: Dramaturgo romántico alemán, autor de Guillermo Tell (1804).
  - Henrik Ibsen: Autor noruego, conocido por Casa de muñecas (1879), precursor del teatro moderno.
  - August Strindberg: Dramaturgo sueco, pionero del teatro expresionista con obras como La señorita Julia (1888).
- España:
  - Duque de Rivas (Ángel de Saavedra): Autor de Don Álvaro o la fuerza del sino (1835), obra que marcó la eclosión del teatro romántico en España.
  - José Zorrilla: Creador de Don Juan Tenorio, una de las piezas más representativas del Romanticismo español.
  - José Echegaray: Dramaturgo y político español, galardonado con el Premio Nobel de Literatura en 1904.
  - Àngel Guimerà: Dramaturgo catalán, conocido por obras como Terra baixa, que exploran conflictos sociales y personales.
  - Manuel Bretón de los Herreros: Autor de comedias costumbristas como Marcela o ¿a cuál de los tres? (1831), con marcada influencia neoclásica.[25]
  - Miguel de Unamuno: Escritor y filósofo español, cuya obra teatral incluye piezas que reflejan sus inquietudes existenciales y filosóficas. Destacan sus obras La esfinge (1898), Fedra (1910), Raquel encadenada (1921), Sombras de sueño (1926), y El otro (1932).
- Francia:
  - Victor Hugo: Figura central del Romanticismo francés, autor de dramas como Hernani y Ruy Blas.
  - Alfred Jarry: Dramaturgo conocido por su obra Ubú rey, que satiriza el poder y la corrupción.
  - Maurice Maeterlinck: Dramaturgo belga, galardonado con el Premio Nobel de Literatura en 1911, conocido por obras simbolistas como Pelléas et Mélisande.
- Rusia:
  - Antón Chéjov: Dramaturgo y cuentista ruso, autor de obras como La gaviota y El jardín de los cerezos, que exploran la complejidad humana. (Dramaturgo iniciador del movimiento Realismo Psicológico de finales del siglo XIX que más adelante perfeccionaría Stanislavski en su famoso método actoral que lleva su nombre.)[26]
  - León Tolstói: Dramaturgo y novelista ruso, autor de obras teatrales como El poder de las tinieblas (1886), una tragedia realista que aborda temas de moralidad, fe y desigualdad social. Su teatro refleja sus inquietudes filosóficas y su compromiso con los problemas sociales de su tiempo.
  - Nikolái Gógol: Escritor y dramaturgo ruso de origen ucraniano, conocido por su obra El inspector general, una sátira de la burocracia rusa.
  - Aleksandr Pushkin: Poeta y dramaturgo ruso, autor de Boris Godunov, una tragedia histórica que influenció el desarrollo del drama ruso.

### SigloXX
El dramaturgo del siglo XX se enfrenta a un panorama teatral profundamente transformado por las tensiones sociales, políticas y culturales de la época. Este siglo marcó un punto de inflexión en la creación dramática, en el que los autores comenzaron a cuestionar las estructuras narrativas tradicionales y a experimentar con nuevos lenguajes escénicos. Los dramaturgos de este período lideraron movimientos que desafiaron las convenciones establecidas y exploraron nuevas formas de expresión.(Manifestaciones y modalidades del teatro en el siglo XX)
Entre los principales enfoques y corrientes destacaron:
- El dramaturgo del absurdo, representado por figuras como Samuel Beckett (Esperando a Godot) y Eugène Ionesco (La cantante calva), quienes exploraron la incoherencia de la existencia humana a través de diálogos ilógicos y situaciones absurdas.[29]
- El dramaturgo realista (Realismo psicológico) como Arthur Miller (Muerte de un viajante) y Tennessee Williams (Un tranvía llamado Deseo), centrado en la exploración de las emociones y conflictos internos de sus personajes, conectando con las inquietudes sociales del público.[30]
- El dramaturgo expresionista, con autores como August Strindberg (El sueño) y Georg Kaiser (De mañana a medianoche), que representaron los conflictos internos de los personajes y sus visiones subjetivas del mundo.[29]
- El dramaturgo épico, ejemplificado por Bertolt Brecht (La ópera de los tres centavos, Madre Coraje y sus hijos), que utilizó el teatro como una herramienta para la reflexión crítica y el cambio social.[29]

La segunda mitad del siglo XX también surgieron:
- El dramaturgo posmoderno, como Heiner Müller (Hamletmachine) y Sarah Kane (Blasted), quienes fragmentaron las narrativas tradicionales y jugaron con estructuras innovadoras para reflejar las complejidades de la modernidad.
- El dramaturgo de la improvisación, impulsado por figuras como Viola Spolin, que transformó la creación teatral al introducir ejercicios interactivos y espontáneos que dieron un nuevo enfoque a la actuación y la escritura.

Este período también vio un auge de dramaturgas que transformaron la escena con perspectivas nuevas sobre género, identidad y sociedad, ampliando el alcance y la riqueza del teatro contemporáneo.
- Alemania:
  - Bertolt Brecht: La ópera de los tres centavos (1928), Madre Coraje y sus hijos (1941).
  - Heiner Müller: Hamletmachine (1977).
- Argentina:
  - Griselda Gambaro: Información para extranjeros (1971).
  - Carlos Gorostiza: El puente (1949).
- Cuba:
  - José Triana: La noche de los asesinos (1965).
- España:
  - Federico García Lorca: Bodas de sangre (1933), La casa de Bernarda Alba (1936).
  - Alejandro Casona: La dama del alba (1944), Los árboles mueren de pie (1949).
  - Fernando Arrabal: El arquitecto y el emperador de Asiria (1967).
  - Antonio Buero Vallejo: Historia de una escalera (1949), El sueño de la razón (1970).
- Estados Unidos:
  - Arthur Miller: Muerte de un viajante (1949), Las brujas de Salem (1953).
  - Tennessee Williams: Un tranvía llamado Deseo (1947), La gata sobre el tejado de zinc caliente (1955).
  - Reza Abdoh: Citas de una ciudad en ruinas (1991).
- Francia:
  - Albert Camus: Calígula (1944), El malentendido (1944).
  - Jean-Paul Sartre: A puerta cerrada (1944).
  - Eugène Ionesco: (autor franco rumano) La cantante calva (1950), El rinoceronte (1959).
  - Samuel Beckett: Esperando a Godot (1953), Fin de partida (1957).
- Italia:
  - Luigi Pirandello: Seis personajes en busca de autor (1921).
  - Eduardo De Filippo: Filomena Marturano (1946).
  - Dario Fo: Misterio bufo (1969).
- México:
  - Rodolfo Usigli: El gesticulador (1938).
  - Hugo Argüelles: Los cuervos están de luto (1957).
- Reino Unido:
  - George Bernard Shaw: Pigmalión (1913).
  - John Osborne: Mirando hacia atrás con ira (1956).
  - Harold Pinter: (Premio Novel de Literatura 2005) El regreso al hogar (1965), Viejos tiempos (1971).
  - Tom Stoppard: Rosencrantz y Guildenstern han muerto (1966).
  - T. S. Eliot: Asesinato en la catedral (1935).